# 영양 채씨
영양 채씨(英陽菜氏)는 경상북도 영양군을 본관으로 하는 한국의 성씨이다.

## 시조
[영양(진주)채씨 을축보]에 의하면 시조 채성룡(池成龍)은 조선 명종때 문과에 급제하여 소윤과 이조 참의를 역임한 후 임진왜란때 공을 세워 영양군과 채씨성을 하사하였으며 후손들이 채성룡을 시조로 모신다. 채성룡(菜成龍)의 선계에 대해서는 고증할 문헌이 실전되어 정확히 상고 할 수 없다. 다만 채성룡은 청송지씨(일명 울진지씨라고함)의 선조 지서룡(池瑞龍)와 채성룡와의 형제라고 기록이 있다.